# Giuseppe Iannone
Giuseppe Iannone (San Nicandro Garganico, 13 marzo 1929) è un politico italiano.

## Biografia
Fin da giovane lavora come contadino, ed è protagonista delle lotte per l’occupazione delle terre incolte e per l'assegnazione ai braccianti nella zona della Montagna del Sole. Sindacalmente impegnato nella CGIL, è dirigente di primo piano della Federbraccianti e della confederazione della provincia di Foggia e della Puglia.
Membro del Partito Comunista Italiano, è eletto al Senato della Repubblica nelle file del PCI nel 1983, venendo poi confermato alle elezioni politiche del 1987. In seguito alla svolta della Bolognina, aderisce al Partito Democratico della Sinistra, terminando il mandato parlamentare nel 1992.